# Френі Еберле
Френі Еберле (нім. Vreni Eberle, 13 листопада 1950) — німецька плавчиня.
Учасниця Олімпійських Ігор 1968 року, бронзова медалістка 1972 року.